# Pirâmides de Güímar

As Pirámides de Güímar ou Majanos de Chacona estão localizadas no município de Güímar na costa leste da ilha de Tenerife, no arquipélago das Ilhas Canárias, na Espanha. São cinco construções

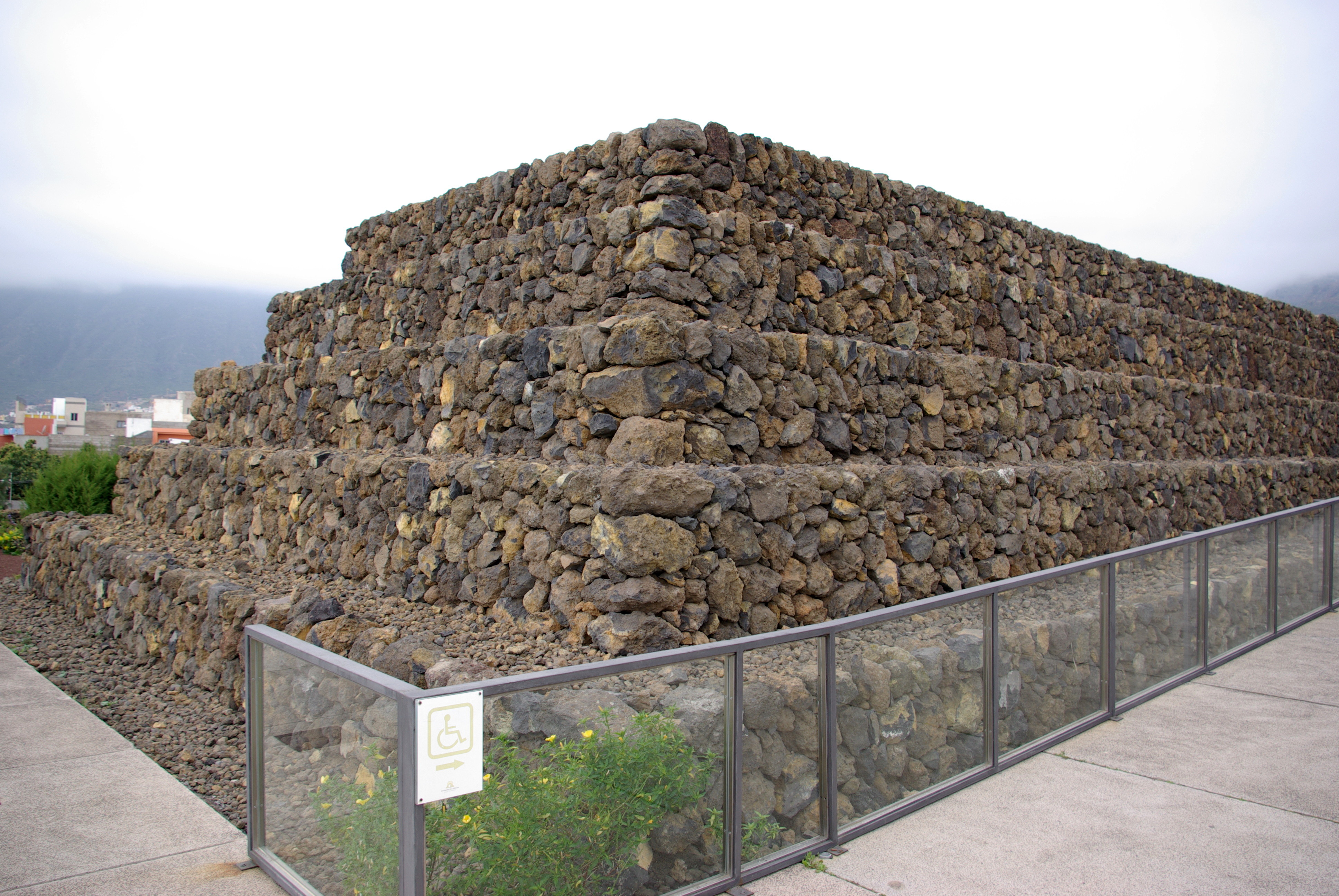
Pirâmide de Güímar

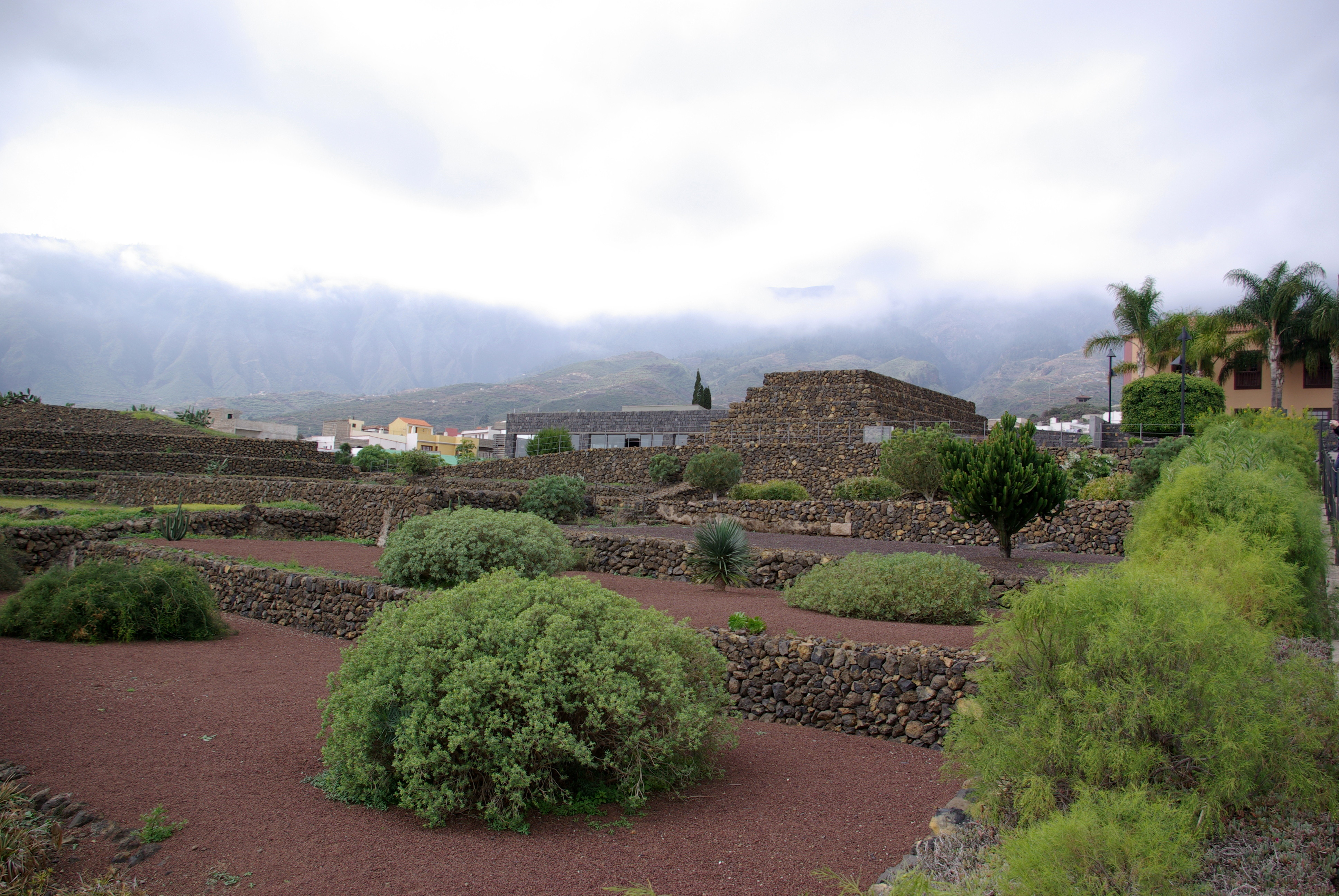

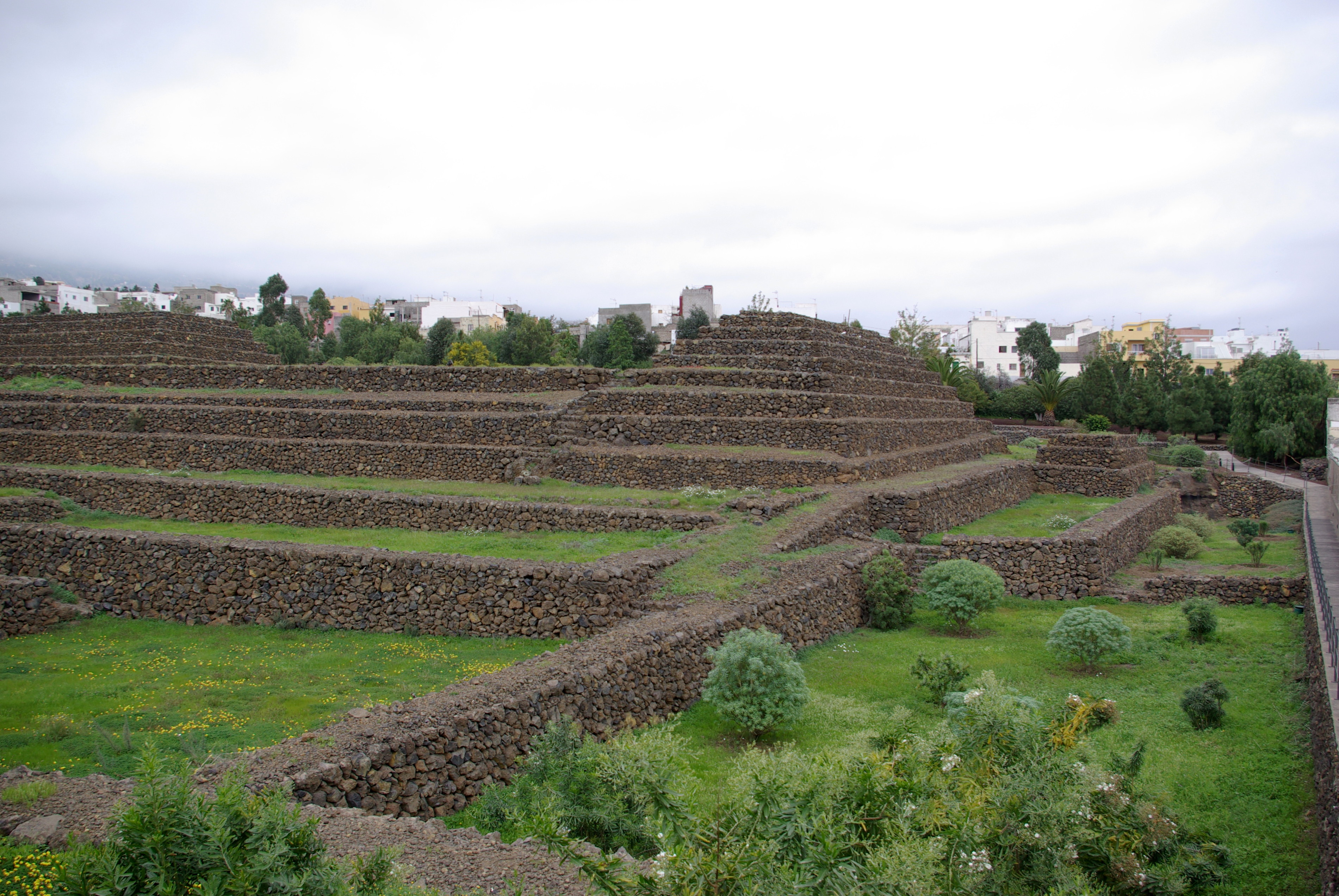

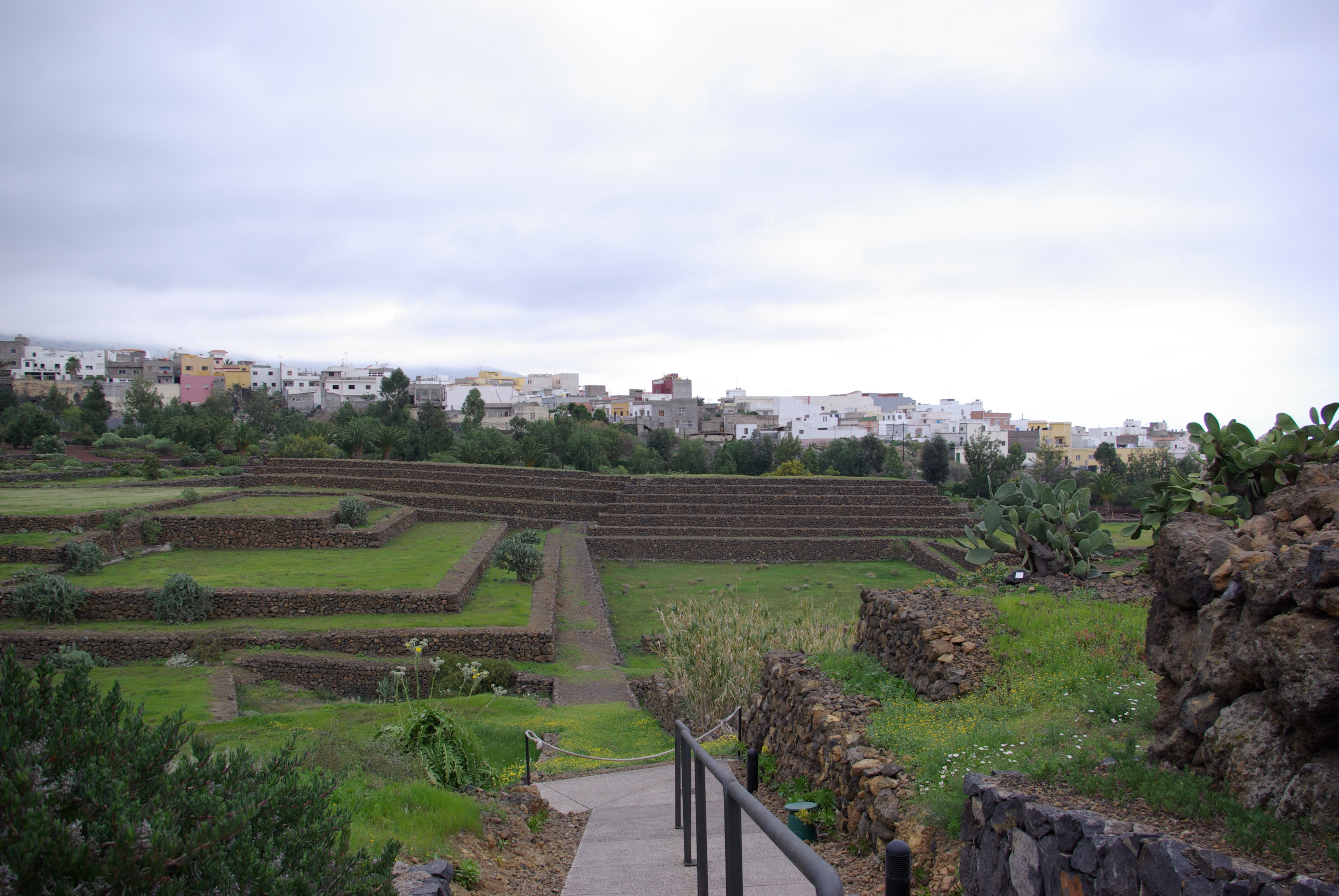

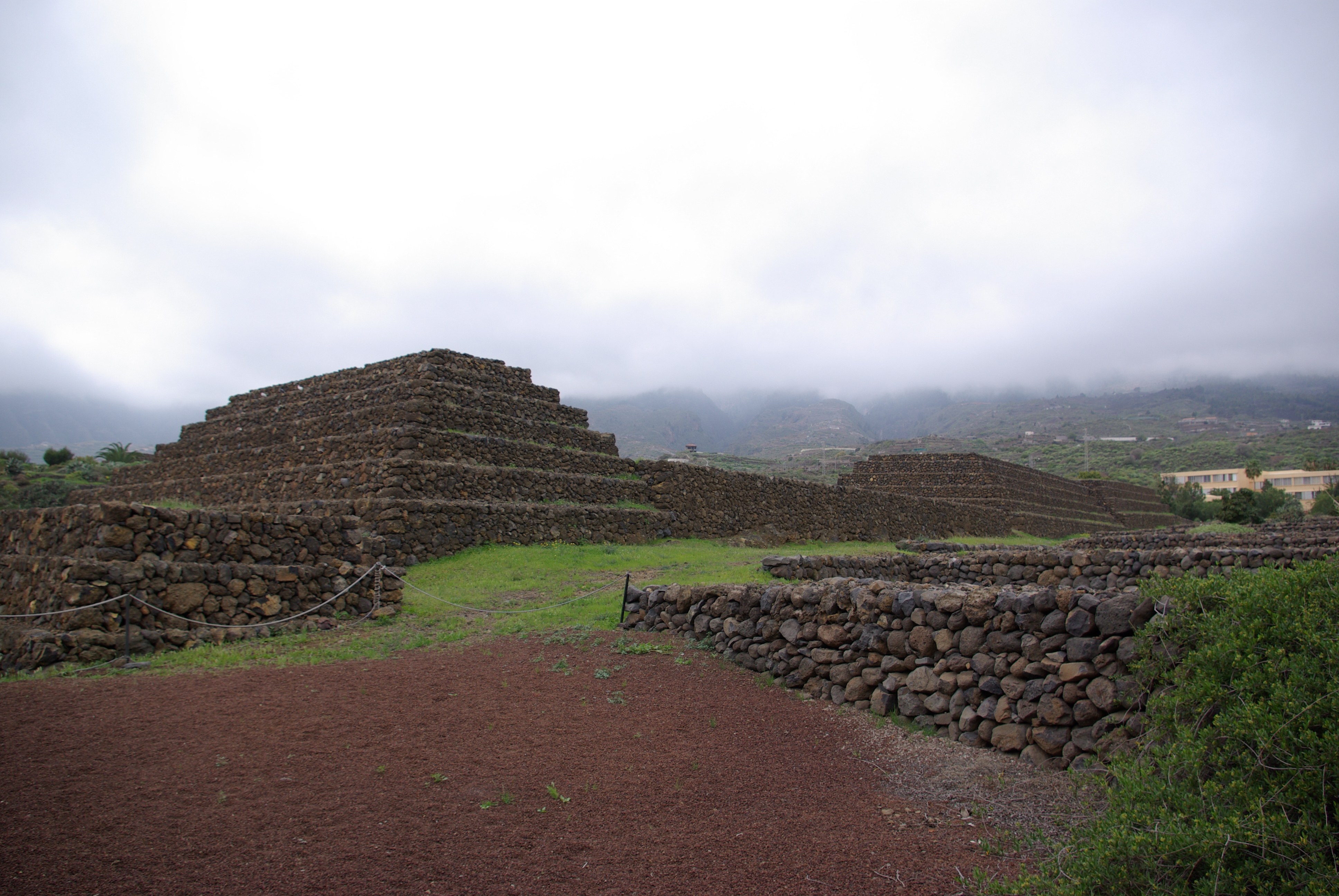

em forma de pirâmides escalonadas.

## O contexto histórico
As pirâmides ou majanos de Güímar se enquadram historicamente no século XIX, época da exploração econômica nas Canárias da "conchinilla", um inseto parasita da tunera (uma espécie de cactus, conhecido no Brasil como figo-da-índia e em Portugal como figueira-da-índia ou figueira-da-barbária) e do qual se extraía uma tinta muito apreciada naquela época em que não existiam tintas sintéticas.
A exploração da "conchinilla" era muito rentável e muitas pequenas propriedades rurais, que até o momento haviam permanecido estéreis devido à má qualidade do solo, normalmente formado por pedras vulcânicas, foram preparadas para a sua exploração.
As pedras extraídas durante a preparação dos campos nessas propriedades eram amontoadas formando estruturas piramidais, como as de Güímar.
Ainda hoje, existem numerosos exemplos desse tipo de construções agrícolas em Tenerife. No caso das de Güímar, existe até uma acta de compra de propriedade, registrada em cartório, datada de 1854, em que a presença das pirâmides não é mencionada. Mas em um documento de partição de terras, datado de 1881, estas estruturas são mencionadas pela primeira vez. A data de construção fica, portanto, dentro do intervalo de 1854 a 1881.

## Orientação astronômica
Em 1991, Belmonte, Esteban e Aparicio, três pesquisadores do Instituto de Astrofísica de Canarias, descobriram que
o complexo principal das Pirâmides de Güímar está orientado astronomicamente.  Este complexo marca, por um lado o pôr do Sol no dia do solstício de verão e por outro, o nascer do Sol no dia do solstício de inverno. Descobriram também o fenômeno do "ocaso duplo" do Sol no dia do solstício de verão: o Sol se põe primeiro atrás de uma borda saliente da cratera de Pedro Gil, reaparece por um instante ao superar a tal saliência e se põe, finalmente, no fundo da cratera. As orientações solsticiais fizeram algumas pessoas pensar que as Pirâmides eram antigos templos. Não há, contudo, nenhuma indicação disso e, em todo o caso, da orientação solsticial, por si só, não se pode concluir nada relativo à data de construção.

## A hipótese de Heyerdahl
Em 1991 o famoso investigador Thor Heyerdahl estudou as pirâmides e concluiu que elas não poderiam ser simples amontoados casuais de pedras. Por exemplo, as pedras nos cantos das pirâmides mostram claras marcas de tratamento e o solo havia sido nivelado antes da construção das pirâmides. Segundo ele, este material não são pedras dos campos mais próximos, e sim, rochas de lava.

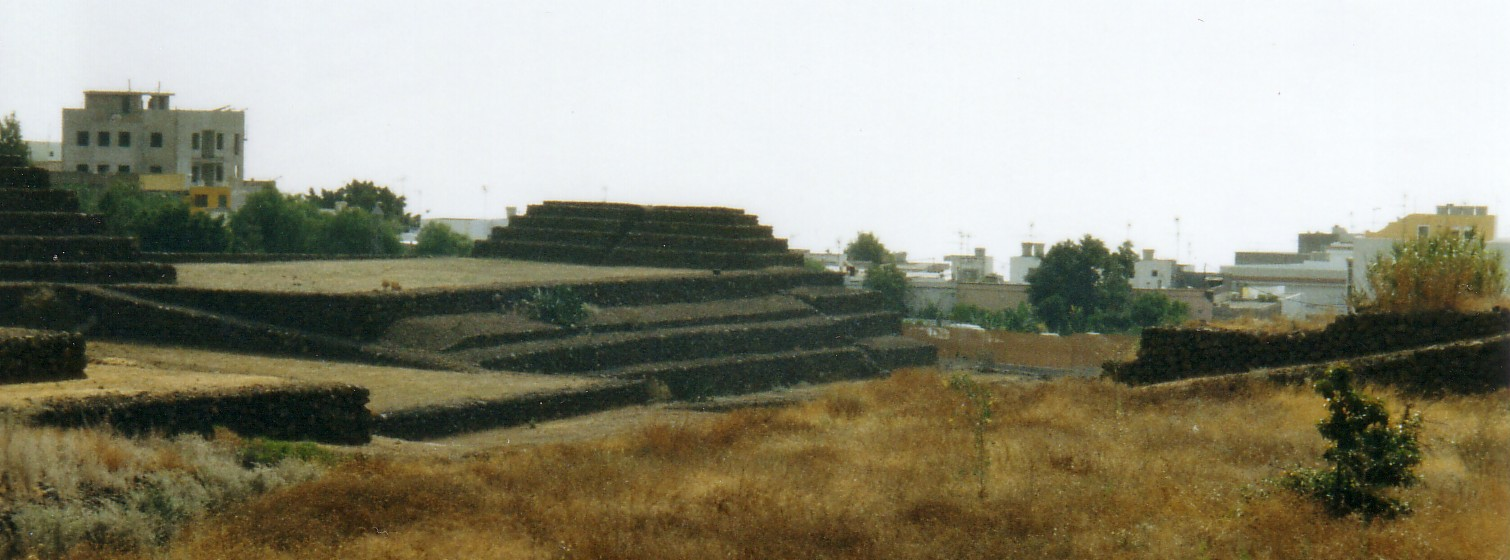
Pirâmides de Güímar

Apesar de suas investigações, Heyerdahl não pode descobrir a idade das pirâmides nem responder a pergunta de quem as construiu, mas defendia que os guanches teriam vivido em uma caverna abaixo de uma das pirâmides. Até a conquista espanhola nos finais do século XV, Güímar teria sido a residência de um dos dez menceyes (reis) de Tenerife.
Heyerdahl também propôs a teoria de que as ilhas Canárias teriam servido de base para um suposto movimento de embarcações entre as Américas e o Mediterrâneo. A rota mais rápida passa efetivamente pelas ilhas Canárias, que também foi usada por Cristóvão Colombo. Em 1970, Heyerdahl demonstrou que era possível navegar entre a África do Norte e o Caribe usando métodos antigos. Ele mesmo navegou do Marrocos a Barbados em um barco de feito de papiro, chamado Ra II.

## A posição dos arqueólogos
A maioria dos arqueólogos defendem que as pirâmides foram construídas por agricultores que haviam tirado rochas de seus campos de cultivo, tal como se fazia comummente em outras regiões das Ilhas Canárias. Tais construções são chamadas "paredões" (paredones)
no meio rural. Além disso, muitos habitantes da própria localidade de Güímar atribuem essa mesma função às estruturas piramidais lá encontradas.
Por outro lado, não existem provas que demonstrem que estas "pirâmides" tenham sido construídas pelos guanches, nativos, nem que tais construções tenham uma idade superior a 200 anos. Também, não há provas inquestionáveis de que na antiguidade tenham ocorrido viagens de povos mediterrâneos ao continente Americano como as que defende Heyerdahl. De fato, tais teorias são rechaçadas por praticamente todos os historiadores. 
Muitos arqueólogos alegam que as Pirâmides de Güímar não passam de mera propaganda turística e que as teorias de Heyerdahl carecem de fundamento histórico.

## O parque etnológico
Em 1998 a área de 65.000 m² das pirâmides de Güímar foi aberta ao público como um parque etnológico. Heyerdahl foi apoiado por um navieiro norueguês Fred Olsen, que vive atualmente em Tenerife. Um centro de informaçẽos acolhe aos visitantes e lhes dá explicações sobre as expedições de Heyerdahl e suas teorias sobre as pirâmides. Dois pavilhões contém exibições sobre Hyerdahl e modelos de suas embarcações e uma reprodução em escala natural do barco Ra II.

## A possível influência da Maçonaria
Recentemente surgiu a proposta  de que a Maçonaria poderia ter influído nas orientações astronômicas das Pirámides de Güímar. Esta proposta se baseia na influência que a Maçonaria tinha nas Canárias e na Espanha no último terço do século XIX, na importância do simbolismo solsticial na Maçonaria e no fato de que o proprietário da finca, Antonio Díaz Flores,
desde 1854, era maçon. É de se notar que esta proposta não altera em nada a idade nem a finalidade da construção dada pelos historiadores (século XIX e exploração agrícola), incindindo somente na motivação de incluir a componente estética das orientações solsticiais.